# Muhammad Heikal

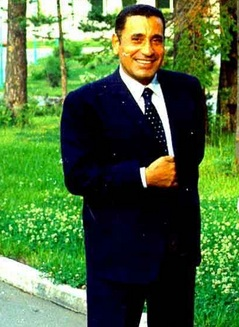
Muhammad Heikal

Muhammad Hassanein Heikal (arabisch محمد حسنين هيكل, DMG Muḥammad Ḥasanain Haikal; * 23. September 1923; † 17. Februar 2016) war ein ägyptischer Journalist. Er war langjähriger Chefredakteur der ältesten ägyptischen Tageszeitung al-Ahram.

## Leben
Heikal betätigte sich als Ghostwriter für den ägyptischen Präsidenten Gamal Abdel Nasser und vertrat die Ideologie des Panarabismus. Von 1957 bis 1974 war er Chefredakteur der Regierungszeitung Al-Ahram, zudem war er Mitglied des Zentralkomitees der Arabischen Sozialistischen Union. Mit dem Aufstieg Anwar as-Sadats zum Präsidenten von Ägypten fiel Heikal in Ungnade.
Heikal hat zahlreiche Bücher über die Geschichte seines Landes und politische Themen veröffentlicht. Ebenso trat er mit mehreren Sendungen auf dem katarischen Fernsehsender Al Jazeera auf.
In einem Interview mit Robert Fisk im Jahr 2007 warf er dem amtierenden ägyptischen Präsidenten Hosni Mubarak Realitätsferne vor.

## Werke (Auswahl)
- 1984: Sadat, das Ende eines Pharao: Eine politische Biographie. Übersetzt von Walle Bengs. Econ Verlag, Düsseldorf, ISBN 3-430-14217-2.
- 1980: Sphinx und Kommissar: Der sowjetische Einfluss in der arabischen Welt. Übersetzt von Erwin Duncker. Ullstein Verlag, Frankfurt am Main, ISBN 3-548-33016-9.
- 1975: The Road to Ramadan. Fontana/Collins, London, ISBN 0-00-634179-9.
- 1972: Das Kairo Dosier: Aus den Geheimpapieren des Gamal Abdel Nasser. Übersetzt von Sigrid Löffler. Molden, Wien, ISBN 3-217-00455-8.